# Елога
Елога — река в России, протекает по территории Юрлинского района Пермского края. Правый приток реки Липухинская Елога.
Берёт начало в урочище Пепелево, течёт на север через леса. Впадает в Липухинскую Елогу вблизи её устья. Длина реки — 10 км.

## Данные водного реестра
По данным государственного водного реестра России относится к Камскому бассейновому округу, водохозяйственный участок реки — Кама от истока до водомерного поста у села Бондюг, речной подбассейн реки — бассейны притоков Камы до впадения Белой. Речной бассейн реки — Кама.
Код объекта в государственном водном реестре — 10010100112111100002478.